# 小半天
小半天，是台灣南投縣鹿谷鄉的一個傳統地域名稱，位於該鄉西部。相較於今日行政區，其範圍大致包括竹豐村、竹林村。

## 歷史
台灣清治末期至日治初期，小半天地區為一街庄，稱為「小半天庄」，隸屬於沙連堡。該庄北邊及東邊北段隔北勢溪與羗仔藔庄、車桄藔庄為鄰，東邊南段以小半天山（今訛作小坂田山，或稱大崙尾山）與內樹皮庄為鄰，南邊為勞水坑庄，西南邊及西邊南段為大鞍庄，西邊北段為筍仔林庄。
1901年（日治明治三十四年）11月，全台廢縣廳改設二十廳，該庄隸屬於斗六廳。1903年（明治三十六年）6月，該庄編入「羗仔藔區」，隸屬於南投廳。1909年（明治四十二年）10月，合併二十廳為十二廳，羗仔藔區改隸屬於南投廳。1920年（大正九年），全台地方制度大改正，廢十二廳改設五州二廳，該庄改制為「小半天」大字，隸屬於臺中州竹山郡鹿谷庄。
戰後鹿谷庄改制為鹿谷鄉，隸屬於臺中縣，大字亦改制為村。1950年10月，中、彰、投分治，鹿谷鄉改隸屬南投縣。

## 聚落
本地區發展較早的聚落有雙溪底、二八仔、崎頭、中湖、內湖、南坪後、山豬湖、木耳藔等，在日治期初期的官方地圖上已有記載。此外，本地區尚有湖底、竹圍仔、田頭、內凍、牛寮仔、大柯、下寮、人起湖、烏土堀、橫路等聚落。

## 交通
縣道151號（中正一路、興產路）是竹山鎮延平至鹿谷鄉溪頭的道路，大致以西北—東南走向轉北微西—南微東走向南蜿蜒經過小半天地區東部邊界外不遠處的北勢溪東岸地帶。由該道路向西北可前往初鄉、江西林地區南部的延平聚落並止於省道台3線路口；向南南東可前往內樹皮並止於溪頭收費停車場。
鄉道投55線（光復路、愛鄉路）是延平至崩崁頭的道路，大致以西北—東南走向蜿蜒經過東北部，並於內湖聚落經過鄉道投55-1線起點路口。由該道路向西北可前往筍子林、江西林並止於延平聚落的縣道151號路口；向東南轉南可前往內樹皮並止於縣道151號另一路口。
鄉道投55-1線（光復路）是小半天至五崙尾的道路，其西側端點位於本地區東北部中央地帶內湖聚落的鄉道投55線路口。由此向北北東出聚落後，轉東南再繞大彎轉東北再轉北，經北勢溪小半天高架橋出境後，可前往車輄寮、大水堀的五崙尾聚落西郊並止於鄉道投56線路口。

## 學校
- 文昌國小